# Josep Lluís Facerías
Josep Lluís Facerías (Barcelona, 6 de enero de 1920-30 de agosto de 1957), más conocido como Face o Petronio por sus compañeros más íntimos. Jefe de partida de un grupo de guerrilleros españoles antifranquistas, fue uno de los máximos exponentes del maquis urbano en los años cuarenta y cincuenta del siglo XX.

## Biografía
A los 16 años, en 1936, se afilia a la Confederación Nacional del Trabajo y a las Juventudes Libertarias del barrio del Pueblo Seco, Barcelona. Al inicio de la guerra civil española, se alista en la Columna Ascaso, luchando toda la guerra en el frente de Aragón hasta que es hecho prisionero en 1939 cuando el ejército de la República ya se batía en retirada. Este mismo año pierde a su compañera y su hija de meses, asesinadas cuando huían junto a miles de refugiados a Francia.
Estuvo encarcelado por la dictadura militar hasta el año 1945. Liberado, se incorpora al Sindicato de Industrias Gráficas de la CNT, mientras trabajaba como camarero y cajero en un restaurante. El tiempo libre del que dispone lo dedica a la actividad clandestina antifranquista, siendo uno de los miembros más activos en acciones y organización de las Juventudes Libertarias de Cataluña, las cuales vuelven a publicar Ruta, su diario portavoz.
En 1947, después de estar preso de nuevo, en la cárcel modelo de Barcelona; convencido de que la lucha armada era la manera más rápida de obtener dinero como soporte al sindicato anarquista y a los militantes presos y sus familiares más necesitadas, forma el grupo guerrillero la "Partida de maquis de Facerías", realizando su primera acción, un atraco a la fábrica Hispano-Olivetti.
En 1948 convenció a Wenceslao Jiménez Orive “Wences” para formar el grupo independiente de "Los Maños", al cual proporcionó cobertura. El grupo protagonizaría un complot para asesinar a Franco que no resultó exitoso, y fue desmantelado en 1950.
Muere el 30 de agosto de 1957 en una "emboscada" de la policía en el cruce de los actuales paseos Verdum y Urrutia con la calle Doctor Pi i Molist de Barcelona, actualmente perteneciente al distrito de Nou Barris, donde se le recuerda mediante una placa circular recordatoria en el suelo que dice (en catalán):
Josep Lluís Facerias. Militant llibertari. Mort en aquest lloc en una emboscada de les forces de la dictadura el 30 d'agost de 1957 a les 10.45 del Matí. (Traducción: Josep Lluis Facerias. Militante libertario. Muerto en este lugar en una emboscada de las fuerzas de la dictadura el 30 de agosto de 1957 a las 10.45 de la mañana.)

## Cultura popular
- La Casita Blanca, la ciudad oculta, película-documental de Carles Balagué.[4]